# 魚津合同庁舎
魚津合同庁舎（うおづごうどうちょうしゃ）は、富山県魚津市新金屋1-12-31にある国の機関である。
1993年9月14日の国からの内示を受け、魚津製作所跡地に1999年9月8日に完成し落成式が挙行された（最終的な完成は同年9月24日）。

## 建物概要
出典→
- 本庁舎 - 鉄筋コンクリート造地上5階建、延面積4,298 m2
- 車庫 - 鉄筋コンクリート造平屋建2棟、延面積115 m2、109m2
- 駐車台数 - 118台
- 総事業費 - 1,534,000,000円
- 建設工期 - 1998年3月11日 - 1999年9月24日

## 建物内にある機関
- 魚津税務署[1]
- 魚津公共職業安定所（ハローワーク魚津）[1]
- 魚津労働基準監督署[1]
- 北陸農政局富山農政事務所 富山統計･情報センター魚津庁舎[3]